# マルグリット・ド・ジュネーヴ

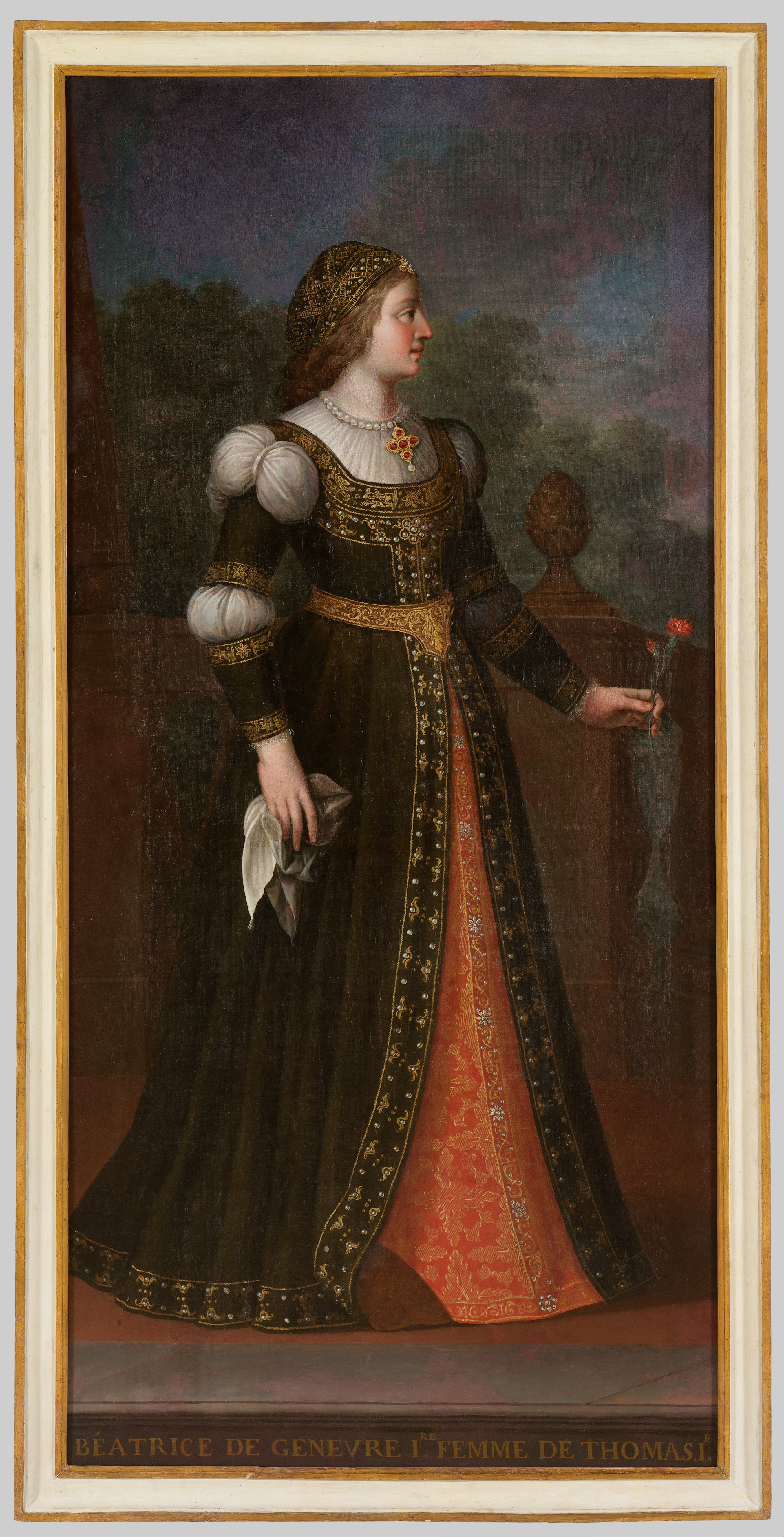
マルグリット・ド・ジュネーヴ（18世紀画）

マルグリット・ド・ジュネーヴ（フランス語：Marguerite de Genève, 1180年ごろ - 1257年4月8日）は、サヴォイア伯トンマーゾ1世の妃。ジュネーヴ伯ギヨーム1世とベアトリス・ド・フォーシニー（1160年 - 1196年）の娘。

## 生涯
マルグリットはフランス王フィリップ2世の3番目の妃となる予定であった。しかし、1195年に父ジュネーヴ伯ギヨーム1世に伴われフランスに向かっている時に、サヴォイア伯トンマーゾ1世により連れ去られた。マルグリットの美しさに惹かれたトンマーゾは、フィリップ2世がすでに結婚していると主張し（フィリップ2世は1193年にインゲボルグ・ア・ダンマークと結婚したがまもなくして離婚した）、マルグリットと結婚した。マルグリットの父ギヨーム1世は結婚後まもなく病死し、母ベアトリスも翌年死去した。
マルグリットは死後、サヴォイアのオートコンブ修道院に埋葬された。

## 子女
- アメデーオ4世（1197年 - 1253年） - サヴォイア伯
- ヘレナ（1230年没）
- ウンベルト（1223年没）
- トンマーゾ2世（1199年頃 - 1259年） - ピエモンテ領主（のち伯爵）
- エリザベッタ（1233年没）
- アイモーネ（1237年没） - シャブレー領主
- エンリコ（1205年 - 1230年） - リヨン領主
- グリエルモ（1239年没） - ヴァランス司教およびヴィエンヌ首席司祭[2]
- アメデーオ - モーリエンヌ司教
- ピエトロ2世（1203年 - 1268年）[2] - リッチモンド領主、のちサヴォイア伯。
- フィリッポ1世（1207年 - 1285年） - リヨン大司教[2]。のち大司教位を辞し、結婚によりブルゴーニュ伯となり、1268年にサヴォイア伯となった。
- ボニファーチョ（1207年頃 - 1270年） - カンタベリー大司教[2]
- ベアトリーチェ（1205年 - 1267年） - 1219年にプロヴァンス伯レーモン・ベランジェ4世（1209年 - 1245年）と結婚[1]、4人の王妃の母となり、フランス王フィリップ3世およびイングランド王エドワード1世の母方の祖母となった。
- アリーチェ（1209年 - 1277年） - リヨンのサン・ピエール女子修道院長
- アガタ - リヨンのサン・ピエール女子修道院長
- マルゲリータ（1273年没） - 1218年にキーブルク伯ハルトマン4世と結婚[3]
- アヴィータ（1215年 - 1292年）